# Dème de Sofádes
Ne doit pas être confondu avec Sofádes.
Le dème de Sofádes (grec moderne : Δήμος Σοφάδων) est un dème du district régional de Karditsa en Thessalie (Grèce) dont la ville de Sofádes fait elle-même partie.
| Karditsa |         | Larissa |
|          | Sofádes | Volos   |
|          |         | Lamia   |

La municipalité est située au sud-ouest de la plaine de Thessalie. Elle est formée de 31 villes ou villages dont la ville de Sofádes elle-même. Son économie est essentiellement tournée vers l'agriculture (coton et maïs). Le paysage de terres agricoles est vallonné et compte aussi d'importantes zones boisées.
La région fut frappée en 1954 par un important séisme (en).